# Verechtchaguino
Verechtchaguino (en russe : Верещагино) est une ville du kraï de Perm, en Russie, et le centre administratif du raïon de Verechtchaguino. Sa population s'élevait à 22 448 habitants en 2014.

## Géographie
Verechtchaguino est située à 94 km — 137 km par la route — à l'ouest de Perm.

## Histoire
Verechtchaguino a été fondée en 1898 pour la construction de la gare ferroviaire d'Otchiorskaïa (en russe : Очёрская), sur la ligne Perm – Viatka. En 1904, la gare fut renommée Voznessenskaïa (Вознесенская), et en 1916 Verechtchaguino, en l'honneur du peintre Vassili Verechtchaguine, qui y fit un séjour en 1904. Elle accéda au statut de commune urbaine en 1928, puis à celui de ville en 1942.
La ville est aujourd'hui un important carrefour ferroviaire. Verechtchaguino vit de l'industrie agroalimentaire, de l'industrie textile et de la construction mécanique (matériel de chemin de fer).

## Population
Recensements (*) ou estimations de la population
| 1926* | 1939*  | 1959*  | 1970*  | 1979*  | 1989*  |
| ----- | ------ | ------ | ------ | ------ | ------ |
| 3 695 | 12 366 | 22 860 | 23 585 | 22 349 | 24 129 |

| 2002*  | 2006   | 2010*  | 2012   | 2013   | 2014   |
| ------ | ------ | ------ | ------ | ------ | ------ |
| 22 832 | 22 682 | 22 156 | 22 085 | 22 447 | 22 448 |

## Transports
Verechtchaguino se trouve sur le Transsibérien, à 1 314 km de Moscou.